# Amarapur Khadehola - (D), Sindhnur
Amarapur Khadehola - (D) là một làng thuộc tehsil Sindhnur, huyện Raichur, bang Karnataka, Ấn Độ.